# Тамарин, Илья Леонтьевич
Илья Леонтьевич (Леонович) Тамарин (бел. Тамарын Ілья Лявонавіч; 13 [25] ноября 1893, Гродно — 25 мая 1961, Минск) — советский фтизиатр; доктор медицинских наук, профессор (1941).

## Биография
Родился в семье учителя Первоначального одноклассного еврейского училища Леона Моисеевича Тамарина. В 1912 году окончил Брест-Литовскую мужскую гимназию.
В 1913—1914 годы учился на медицинском факультете Цюрихского университета.
В 1914—1918 годы служил в российской армии, рядовой.
В 1922 году окончил Харьковский медицинский институт (1922), в 1926 — интернатуру Харьковского туберкулёзного института. Заведовал туберкулёзным диспансером в Житомире (1926—1929), преподавал в Днепропетровском медицинском институте (ассистент клиники туберкулёза, 1929—1939), работал заместителем директора Ялтинского туберкулёзного института (1939—1940), директором клиники туберкулёза Института усовершенствования врачей (Днепропетровск, 1940—1941).
Во время Великой Отечественной войны — начальник эвакогоспиталя в Чкалове.
В 1945—1948 годы — директор Белорусского НИИ туберкулёза, одновременно профессор курса туберкулёза Минского медицинского института. В 1948—1957 годы заведовал созданной кафедрой туберкулёза Минского медицинского института и одновременно — туберкулёзным кабинетом Белорусского института охраны материнства и детства.
Избирался депутатом городских и районных Советов.
Умер в Минске, похоронен на кладбище по Московскому шоссе.

## Научная деятельность
В 1937 году присуждена учёная степень кандидата медицинских наук, в 1940 защитил докторскую диссертацию. Доцент (1932), профессор (1941).
Основные направления исследований:
- борьба с детским туберкулёзом в Белорусской ССР,
- применение плазмозаменителей при лечении туберкулёза,
- химиотерапия и химиопрофилактика туберкулёза.

Подготовил 4 кандидатов наук.
Автор более 70 научных работ, в том числе 10 брошюр.

### Избранные труды
- Гершкович И. М., Тамарин И. Л. Краткий справочник по легочному и гортанному туберкулезу : (Для фтизиатров и ларингологов). — Днепропетровск: Днепропетр. ин-т усовершенствования врачей. Днепропетр. филиал Укр. туб. ин-та, 1939. — 72 с.
- Тамарин И. Л. Наружный перикардит у туберкулёзных больных: Дис. … д-ра мед. наук. — 1940.[2]
- Тамарин И. Л. Прививки против туберкулеза / Белорус. гос. науч.-иссл. туберкулез. ин-т. — Минск: Гос. изд-во БССР, 1946. — 12 с.
  -  — Минск: Гос. изд-во БССР, 1948. — 20 с.
- «Борьба с детским туберкулёзом в БССР» (1949)
- Тамарин И. Л. Туберкулез, его предупреждение и лечение : Стенограмма публичной лекции… / О-во по распространению полит. и науч. знаний Белорус. ССР. — Минск: Изд-во Акад. наук БССР, 1951. — 24 с.

## Награды
- медали,
- значок «Отличник здравоохранения» (1940)
- Почётная грамота Верховного Совета Белорусской ССР (1949)[2].